# Padri e figli (racconto)
Padri e figli è un racconto di Ernest Hemingway pubblicato nel 1933, nella raccolta Winner Take Nothing. Successivamente è stato ripubblicato in La quinta colonna e le prime quarantanove storie e Le nevi del Kilimanjaro e altre storie .
La storia è una narrazione personale che segue il percorso di Nick Adams mentre guida attraverso un villaggio indiano che è la sua città natale con suo figlio. La maggior parte della storia è raccontata attraverso i ricordi dell'infanzia di Nick e del padre. La storia racconta le relazioni tra tre generazioni di uomini.
Temi importanti in Padri e Figli includono le relazioni padre-figlio, il ritorno a casa di Nick e la crescita.

## Trama
Padri e Figli è la storia di Nicholas Adams che torna a casa con suo figlio dopo una battuta di caccia nella sua città natale (un villaggio indiano). Le immagini della caccia e l'agricoltura di una piccola città fanno pensare a Nick a suo padre, che gli ha insegnato a cacciare. Il padre aveva una vista molto sviluppata, ma Nick dice che questa abilità lo rendeva nervoso. Il padre inoltre era un uomo sentimentale, e Nick dice che la maggior parte delle persone sentimentali sono crudeli e maltrattate. Nick amava suo padre, ma odiava il suo odore. Nicholas ha perso il senso dell'olfatto quando ha iniziato a fumare, il che, secondo lui, è una buona cosa perché un buon senso dell'olfatto non è necessario all'uomo. Il padre di Nick gli ha insegnato a cacciare concedendogli solo tre proiettili al giorno. Nick ha imparato molto da suo padre sulla caccia.
Nick viene interrotto dai suoi ricordi da suo figlio, che gli chiede com'è vivere con gli indiani e se può avere una pistola. il padre gli dice che è una decisione che dipende da lui se vuole vivere con gli indiani e che potrà avere una pistola all'età di dodici anni. Il figlio di Nick non crede che suo nonno avrebbe potuto essere un cacciatore migliore del padre, ma Nick dice che suo padre  è sempre rimasto deluso dal modo in cui Nick sparava. Il figlio esprime rammarico per non aver ancora pregato sulla tomba di suo nonno, ma il padre lo rassicura dicendogli che lo faranno presto.

## Stile narrativo
Padri e Figli è un altro esempio del classico "stile Hemingway" caratterizzato dalla teoria dell'iceberg, ossia che Hamingway scrive solo l'essenziale del racconto (la così detta punta dell'iceberg) mentre il resto della storia rimane sott'acqua.